# كيفن إبرامز
كيفن إبرامز (بالإنجليزية: Kevin Abrams)‏ هو لاعب كرة قدم أمريكية أمريكي، ولد في 28 فبراير 1974 في تامبا في الولايات المتحدة.

## وصلات خارجية
- كيفن إبرامز على موقع مرجع كرة القدم المحترفة.كوم (الإنجليزية)
- كيفن إبرامز على موقع كلية كرة القدم في سبورتس رفرنس.كوم (الإنجليزية)